# Король цыган
«Король цыган» (англ. King of the Gypsies) — кинофильм 1978 года.

## Сюжет
По мотивам книги «Король цыган» Питера Мааса (Peter Maas). Действие картины происходит в нью-йоркской общине цыган. Стареющий и близкий к смерти патриарх по закону предков должен передать правление своему наследнику. Но сын его не способен мудро управлять своим народом согласно традициям, он считается всеми непутевым — «ему бы лишь пить, танцевать, веселиться и драться». Власть передается внуку (первая роль в кино Эрика Робертса). Обойдя соперника, молодой король цыган обретает смертельного врага в лице собственного отца… Главная ценность в этой картине — блистательная игра всех актёров. Следует отметить операторскую работу Свена Нюквиста, постоянно снимавшего для Ингмара Бергмана.

## В ролях
| Актёр           | Роль             |
| --------------- | ---------------- |
| Стерлинг Хэйден | Жарко Степанович |
| Шелли Уинтерс   | Рейчел           |
| Сьюзан Сарандон | Роуз             |
| Эрик Робертс    | Дэйв             |
| Брук Шилдс      | Тита             |
| Джадд Хирш      | Гроффо           |
| Энни Поттс      | Перса            |

## Интересные факты
- Слоган фильма: «HIS time is here and he must carry on the tradition of ruling with vengeance!»

## Награды
- Золотой глобус (1979 год)
- Номинация: Лучший дебютант (Эрик Робертс)

## Дополнительная информация
- Премьера фильма в мире: 20 декабря 1978
- Сборы в США: $7 325 177